# 馬祖酒廠
馬祖酒廠，全名馬祖酒廠實業股份有限公司（簡稱馬酒），位在中華民國連江縣南竿鄉，是馬祖以生產、行銷馬祖大麯酒、高粱酒、陳年高粱酒及釀造酒為主的公司，為連江縣政府所經營之縣營事業機構。公司其前身為中興酒廠，建立於1954年。於1999年8月8日改制為「馬祖酒廠實業股份有限公司」。

## 沿革
- 1956年3月，馬祖戰地政務委員會因應馬祖島上軍民之需，從部隊徵調來自四面八方釀酒人才，於馬祖牛角村創設成立「中興酒廠」。
- 1970年，中興酒廠更名為「馬祖酒廠」。
- 1992年，馬祖解除戰地政務之後，馬祖酒廠，改隸屬連江縣政府管理。
- 1999年，改制更名為「馬祖酒廠實業股份有限公司」。[1]

## 外部連結
- 馬祖酒廠實業股份有限公司 （页面存档备份，存于）
- 馬祖酒廠實業股份有限公司的Facebook專頁